# Шёнинген
Шёнинген (нем. Schöningen) — город в Германии, районный центр, расположен в земле Нижняя Саксония.

## Общая информация
Входит в состав района Хельмштедт. Население составляет 12 048 человек (на 31 декабря 2010 года). Занимает площадь 35,36 км². Официальный код — 03 1 54 019.
Город подразделяется на 3 городских района.
| Год  | Население |
| ---- | --------- |
| 1990 | 14 742    |
| 1995 | 15 022    |
| 2000 | 14 237    |
| 2005 | 13 220    |
| 2010 | 12 270    |
| 2019 | 11 212    |

## Города-побратимы
Оутокумпу, Финляндия

 Бени Хассен, Тунис

 Золочев (город), Украина

 Ошерслебен, Германия